# Mouvement culturel amazighe
 (mars 2025).
Motif : Sources attestant de la notoriété ? Semble être un vaste TI orienté et non neutre.
- Archive Wikiwix
- Bing
- Cairn
- DuckDuckGo
- E. Universalis
- Gallica
- Google
- G. Books
- G. News
- G. Scholar
- Persée
- Qwant
- (zh) Baidu
- (ru) Yandex
- (wd) trouver des œuvres sur Wikidata

| 1. | Préciser le motif de la pose du bandeau. | Précisez le motif de la pose du bandeau en utilisant la syntaxe suivante : {{admissibilité à vérifier\|date=juillet 2025\|motif=remplacez ce texte par le motif}}                                |
| 2. | Informer les utilisateurs concernés.     | Pensez à avertir le créateur de l'article, par exemple, en insérant le code ci-dessous sur sa page de discussion : {{subst:avertissement admissibilité à vérifier\|Mouvement culturel amazighe}} |

 (mai 2024).
- Si vous ne connaissez pas le sujet, laissez ce bandeau (vous pouvez alors contacter les auteurs).
- Si vous supprimez le contenu mis en cause (vous pouvez préalablement contacter les auteurs),

argumentez précisément cette suppression dans la page de discussion
(un manque de référence n'est pas un argument ; une recherche réelle de référence doit avoir été effectuée, être formellement documentée).

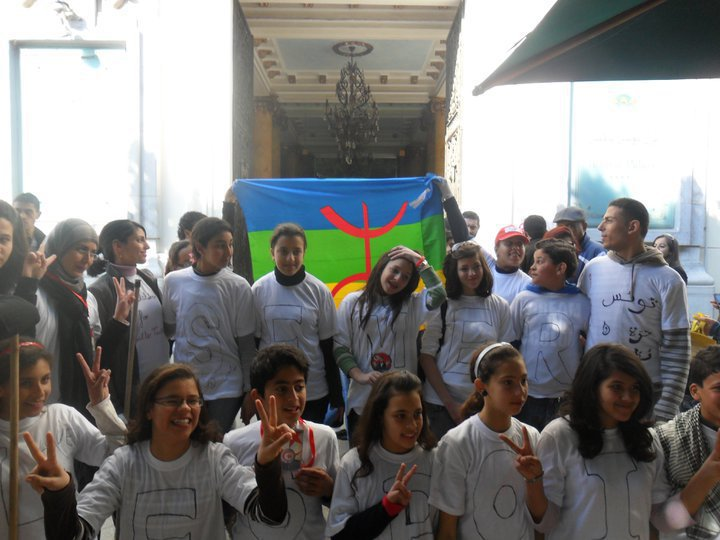
Des tunisiens créent une association culturelle amazighe.

Le Mouvement culturel amazigh (MCA) (en tamazight : Amussu adelsan amaziɣ (MDM)) est un cadre pluriel, rassemblant tous celles et ceux qui luttent pour que le peuple amazigh, au Maroc, en Algérie, mais aussi dans toute l'Afrique du Nord, recouvre ses droits inaliénables et s’inscrit dans le cadre des divers textes internationaux (Déclarations, Chartes, Pactes…) relatifs aux droits humains. Ce cadre intègre aussi bien le tissu associatif et ses divers regroupements que le mouvement étudiant, les activistes amazighs, les artistes, poètes, romanciers, militants… amazighs qui luttent, pacifiquement, pour que l’État reconnaisse, dans ses textes fondateurs, tous les droits du peuple amazigh : officialisation de l’amazighité du Maroc et d'Algérie et de la langue amazighe et reconnaissance officielle de l’amazighité de l’identité marocaine et nord africaine.

## Histoire

### En Algérie
Il est très difficile de situer avec exactitude la naissance de ce mouvement. Ce que l'on peut dire est que le 20 avril 1980, devenu depuis le Printemps berbère, est une date très importante dans l'histoire de la revendication berbère. En effet, ce jour-là la question amazighe éclate au grand jour et les médias étrangers ont relayé l'information. L'Université Mouloud Mammeri de Tizi Ouzou est ébranlée par des événements graves. Les étudiants qui protestaient contre l'annulation d'une conférence sur la poésie amazighe kabyle ancienne, que devait donner Mouloud Mammeri, sont délogés avec violence par les forces militaires combinées. Plusieurs étudiants sont blessés et d'autres arrêtés. Vingt-quatre personnes sont déférées devant le tribunal militaire et sont incarcérés dans les prisons de Berouaguia près de Médéa et Lambèze (Tazoulte) dans les Aurès mais ils sont libérés au mois de juin grâce à la pression populaire.

### Au Maroc
Au Maroc, le mouvement culturel amazigh a été initié par des jeunes intellectuels et universitaires issus de la région d’Agadir et installés à Rabat. Ils créèrent l’Association marocaine de recherche et d’échanges culturels (AMREC) en 1967. Leur objectif principal était de faire connaître et de promouvoir la culture populaire marocaine. Pendant cette période, les militants parlaient de culture populaire et n’osaient pas, par peur de répressions, d’évoquer leurs revendications identitaires amazighes. L’AMREC a mené comme actions principales des recherches et des publications sur la littérature amazighe, confinée dans l’oralité depuis plusieurs décennies. Elle a ainsi publié plusieurs recueils de poèmes et de proverbes amazighs.
Les années 70 et 80 ont été marquées par la répression vis-à-vis des mouvements sociaux, le MCA passa à la clandestinité jusqu’à la fin des années 80. Il fallut attendre la Charte d’Agadir de 1991 qui fut l’événement le plus marquant du mouvement, pour ré-entendre parler de la question identitaire amazighe. La charte d’Agadir est un texte signé par six associations lors du colloque sur la culture amazighe organisée par l’Université d’Été d’Agadir. La majorité des associations amazighes, créées après 1991, ont adhéré à ces principes. La charte symbolise l’émergence d’une vraie revendication identitaire. Ne se cachant plus derrière des notions ‘softes’[Quoi ?], les Amazighs revendiquent clairement la reconnaissance des droits linguistique, culturel et identitaire du peuple amazigh et la stipulation dans la Constitution du statut officiel et national de la langue amazighe au côté de la langue arabe.
En décembre-janvier 1992 naissait à l’université d’Agadir l’idée d’un groupe de travail militant pour la cause amazighe au sein de l’Union nationale des étudiants du Maroc (UNEM). Faisant face aux provocations de l’administration et celle des groupuscules politiques installés depuis longtemps à l’université, ce groupe de militants a mené un travail de sensibilisation remarquable pour devenir rapidement un des premiers mouvements estudiantins à l’université d’Agadir. Aujourd’hui, au Maroc, plusieurs universités comptent dans ses rangs un mouvement culturel amazigh y compris:
- Mouvement Culturel Amazigh section Agadir;
- Mouvement Culturel Amazigh section Imtghren (Errachidia);
- Mouvement Culturel Amazigh section Ayt Mellal;
- Mouvement Culturel Amazigh section Oujda;
- Mouvement Culturel Amazigh section Ouerzazat (Boujamaa Habbaz);
- Mouvement Culturel Amazigh section Fès;
- Mouvement Culturel Amazigh section Nador (El Caddi Kaddour);
- Mouvement Culturel Amazigh section Tittawin;
- Mouvement Culturel Amazigh section Taza;
- Mouvement Culturel Amazigh section Amur n Ukuch (Site Martyr);
- Mouvement Culturel Amazigh section Anfa (Casablanca);

L’année 1994 marqua le bouleversement des positions des associations culturelles qui commencèrent à apparaître d’une manière régulière sur la scène médiatique à travers des manifestations mieux organisées et plus revendicatives. Au premier trimestre de 1994, le Conseil national de coordination (CNC) a été créé. Cette instance regroupe une trentaine d’associations culturelles avec l’objectif de coordonner leurs actions au niveau national. L’amazigh est désormais revendiquée dans toutes les régions du Maroc. Au mois de février de la même année, les membres du bureau de l’association Tamaynut d’Inezgane ont été interpellés à la suite de la publication d’un calendrier écrit en trois langues, arabe, français et amazighe pour le Nouvel An amazigh. Sur le calendrier, figuraient entre autres, les visages d’une dizaine de rois amazighs, tels Massinissa, Jugurtha, Juba... Le chef d’inculpation était l’incitation et la production d’actes visant à troubler l’ordre public !

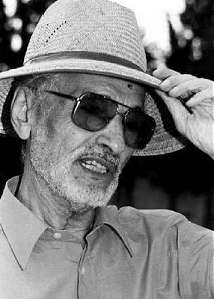
Mohamed Chafik, intellectuel marocain, l'une des grandes personnalités du mouvement culturel berbère.